# Lubiatówko
Lubiatówko is een plaats in het Poolse district  Śremski, woiwodschap Groot-Polen. De plaats maakt deel uit van de gemeente Dolsk en telt 100 inwoners.